# 托艾

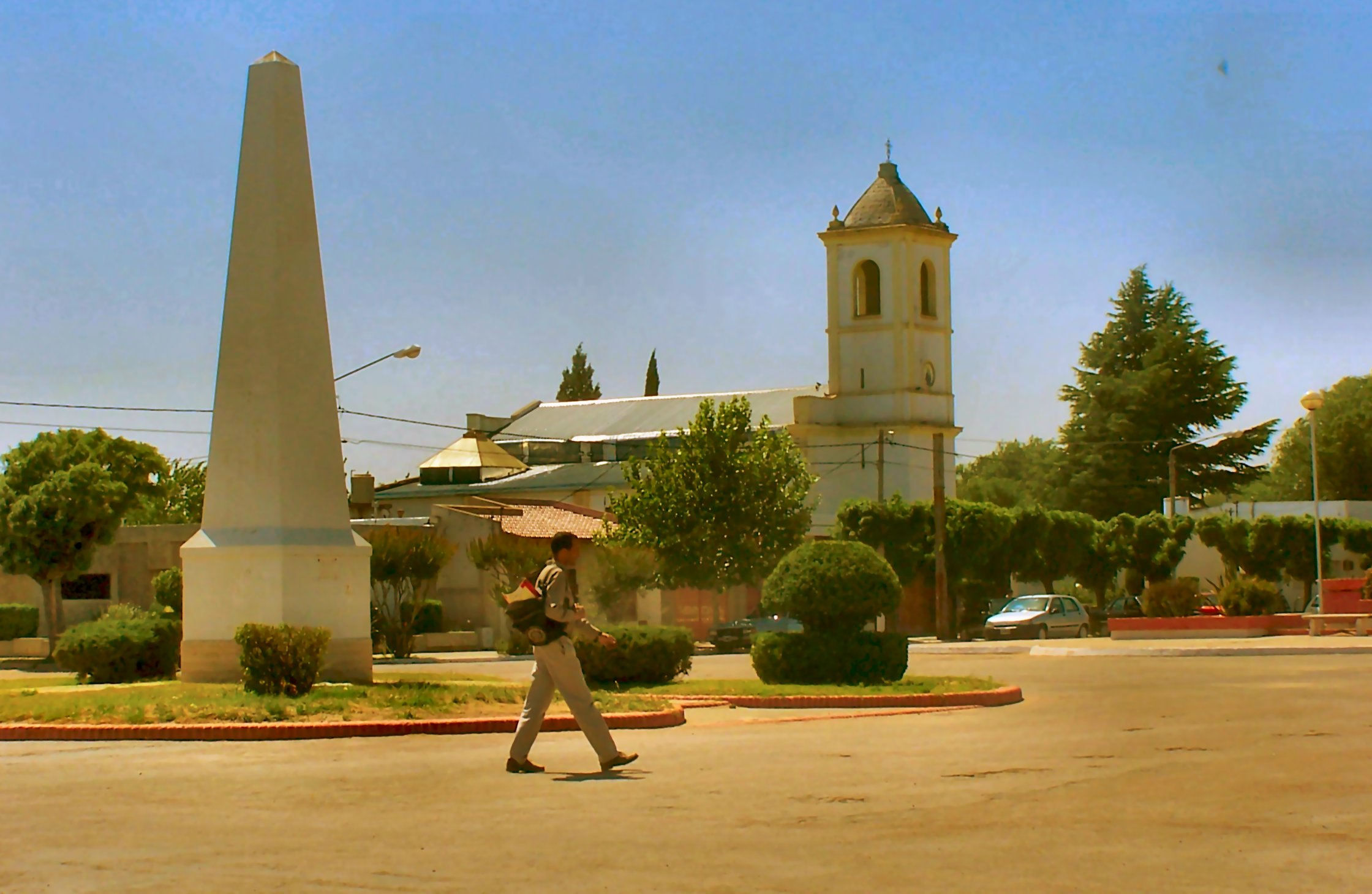
托艾

托艾（西班牙語：Toay），是阿根廷的城鎮，位於該國中部拉潘帕省，是托艾縣的首府，距離聖羅莎10公里，始建於1894年7月9日，該城鎮海拔高度174米，2010年人口11,626。
36°40′S 64°21′W / 36.667°S 64.350°W
{[Argentina-geo-stub}}